# Giao hưởng số 3 (Saint-Saëns)
Giao hưởng số 3, cung Đô thứ , Op. 78 là bản giao hưởng của nhà soạn nhạc người Pháp Camille Saint-Saëns, nổi tiếng với tên gọi "Giao hưởng Organ", dù đây không thực sự là một giao hưởng viết cho đàn organ, tác giả ban đầu ghi Symphonie No. 3 "avec orgue" (với organ). Ông viết bản giao hưởng này vào năm 1886. Nó cùng với vở opera Samson et Delilah và các bản concerto dành cho piano những tác phẩm hội tụ những đặc điểm ưu tú nhất của Saint-Saëns.
Về việc sáng tác bản giao hưởng này, Saint-Saëns nói: "Tôi đã làm tất cả những gì tôi có thể làm. Những gì tôi đã hoàn thành ở đây, tôi không thể nào đạt đến một lần nữa." Nhà soạn nhạc có vẻ đã biết đây sẽ là nỗ lực cuối cùng của ông trong sáng tác giao hưởng, và ông viết rằng tác phẩm gần như là một loại "lịch sử" về sự nghiệp của ông: những đoạn piano điêu luyện, lối viết cho dàn nhạc tươi sáng mang phong cách thời kì Lãng mạn, và âm thanh của một cây đàn organ kích cỡ thánh đường.
Bản giao hưởng được đạt hàng bởi Hội yêu âm nhạc Hoàng gia ở Anh, và buổi biểu diễn đầu tiên diễn ra ở London vào ngày 19 tháng 5 năm 1886, tại sảnh đường St. James, chỉ huy bởi tác giả. Sau khi người bạn của mình là Franz Liszt qua đời vào ngày 31 tháng 7 năm 1886, Saint-Saëns đề tặng tác phẩm này cho Liszt để tưởng nhớ ông. Saint-Saëns cũng chỉ huy buổi ra mắt tác phẩm tại Pháp vào tháng 1 năm 1887.